# Carrhotus olivaceus
Carrhotus olivaceus là một loài nhện trong họ Salticidae.
Loài này thuộc chi Carrhotus. Carrhotus olivaceus được Elizabeth Maria Gifford Peckham & George William Peckham miêu tả năm 1907.